# بلانش إديث تومسون
بلانش إديث تومسون (بالإنجليزية: Blanche Edith Thompson)‏ هي معلمة موسيقى نيوزيلندية، ولدت في 1874، وتوفيت في 1963.